# Magnus Pehrsson
Karl Magnus Pehrsson (Malmö, 27 maggio 1976) è un allenatore di calcio ed ex calciatore svedese.

## Carriera

### Giocatore
Nonostante sia nato a Malmö, Pehrsson è cresciuto a Lidingö nei pressi di Stoccolma, facendo parte del settore giovanile della locale squadra.
Le sue prime apparizioni da professionista sono avvenute con la maglia del Brommapojkarna, squadra di un sobborgo di Stoccolma. Nel 1994 si è trasferito in un'altra squadra della capitale svedese, il più blasonato Djurgården con cui ha giocato in seconda e in prima serie. Nel 1996 ha giocato una partita anche nella First Division inglese con i colori del Bradford City.
Dopo un biennio trascorso all'IFK Göteborg, Pehrsson ha fatto ritorno al Djurgården per le ultime cinque stagioni da giocatore, durante le quali ha vinto due titoli nazionali e una Coppa di Svezia. Un infortunio lo ha indotto a smettere con il calcio giocato all'età di 27 anni.

### Allenatore
Pehrsson sedeva in panchina già nella stagione successiva al suo ritiro, seppur nelle vesti di vice, all'Åtvidaberg, diventando capo allenatore un anno più tardi. Successivamente ha allenato il Sirius in terza serie e il GAIS in Allsvenskan, quindi ha conquistato un 4º posto nel campionato danese con l'Aalborg, ma nell'ottobre 2010 è stato sollevato dall'incarico.
Rientrato nuovamente al Djurgården nel 2011, questa volta da coach per sostituire l'esonerato Lennart Wass, nell'aprile 2013 ha abbandonato l'incarico insieme al presidente a causa di alcune minacce ricevute. La squadra aveva iniziato la stagione con un solo punto all'attivo nelle prime quattro partite.
Il 5 dicembre 2013 è stato nominato nuovo allenatore della Nazionale estone.
Ha lasciato l'incarico nel settembre 2016, di comune accordo con la federazione.
È stato poi nominato nuovo tecnico del Malmö FF a partire dalla stagione sportiva 2017, conclusa con la vittoria del titolo nazionale da parte della sua squadra. Il 14 maggio 2018, all'indomani della sconfitta sul campo del neopromosso Trelleborg, è stato esonerato. Nella stessa settimana era arrivata la sconfitta per 3-0 in finale di Coppa di Svezia. Fino a quel momento, nel campionato 2018, la squadra aveva ottenuto 3 vittorie, 2 pareggi e 4 sconfitte.
Qualche mese più tardi è tornato ad allenare con la chiamata da parte del Kalmar in vista del campionato di Allsvenskan 2019. Nel corso della stagione, specialmente nella seconda metà, la squadra ha oscillato perlopiù tra la zona salvezza e il terzultimo posto. Al termine della penultima giornata persa 3-2 al 90' minuto in casa contro una diretta concorrente per la salvezza come il Falkenberg, Pehrsson ha avuto un acceso diverbio sotto la curva dei tifosi che lo contestavano. Ha poi deciso di lasciare l'incarico in settimana, due giorni prima rispetto all'ultima decisiva giornata di campionato in programma il successivo sabato.
Nell'agosto 2020 è diventato direttore generale e co-proprietario del Vélez CF, formazione militante nella quarta serie spagnola (Segunda Federación). Durante questo periodo, a tratti, tra il 2022 e il 2024, ha anche ricoperto il ruolo di capo allenatore.
Nella primavera del 2024, visti anche alcuni problemi finanziari, ha ceduto il club spagnolo ed ha iniziato a ricoprire un ruolo da consigliere all'interno della nazionale femminile australiana, guidata dal CT suo connazionale Tony Gustavsson e dal vice Jens Fjällström.
Il 1º gennaio 2025 ha iniziato ufficialmente a lavorare presso il suo vecchio club del Malmö FF, questa volta con il ruolo di allenatore della formazione Under-19.

## Palmarès

### Giocatore

#### Competizioni nazionali
- Campionato svedese: 2

Djurgården: 2002, 2003
- Coppa di Svezia: 1

Djurgården: 2002

### Allenatore

#### Competizioni nazionali
- Campionato svedese: 1

Malmö: 2017